# Insertech
Insertech est un organisme sans but lucratifquébécois d’insertion sociale et professionnelle spécialisé dans la remise à neuf d’ordinateurs. Fondé en 1998, Insertech a pour but de soutenir les jeunes adultes dans leur insertion à l'emploi grâce à une expérience de travail en technologie et son programme de récupération de matériel informatique permet également aux entreprises de disposer de leur parc informatique de manière écoresponsable. Insertech fait partie du Collectif des entreprises d’insertion du Québec.

## Historiques
Fondé en 1998 sous le nom « CIFER Angus » , il n'était alors qu'un petit organisme d’économie sociale dans le quartier Rosemont–La Petite-Patrie. Le projet voit le jour grâce à la collaboration de quatre partenaires : la Corporation de développement économique communautaire Rosemont–La Petite-Patrie, la Société de développement Angus, le Collège de Rosemont et la Commission scolaire de Montréal. En 2000, l'entreprise change son nom pour « Insertech Angus », emménage dans des locaux du Technopôle Angus et adhère au Collectif des entreprises d’insertion du Québec.
Depuis 2003, Insertech a créé cinq centres de formation et d'insertion en Argentine et en Haïti, puis des collaborations avec d'autres organismes en Belgique, au Guatemala et à Cuba. Pour son rayonnement international, Insertech a reçu en 2011 le Prix de l’économie sociale de Montréal lors du Forum international de l’économie sociale et solidaire.
En 2010, l'association affiche un bilan Carbone neutre et en 2011, elle obtient la certification internationale ISO 14001:2004. La même année, Insertech lance DÉDUIRre programme de récupération destiné aux entreprises qui garantit le réemploi maximal de leurs appareils selon les standards environnementaux les plus élevés et pour le bénéfice de la communauté. Durant ses quinze premières années d'opération, Insertech a remis à neuf plus de 100 000 ordinateurs et a favorisé l'intégration d'environ mille jeunes adultes sur le marché du travail,. 

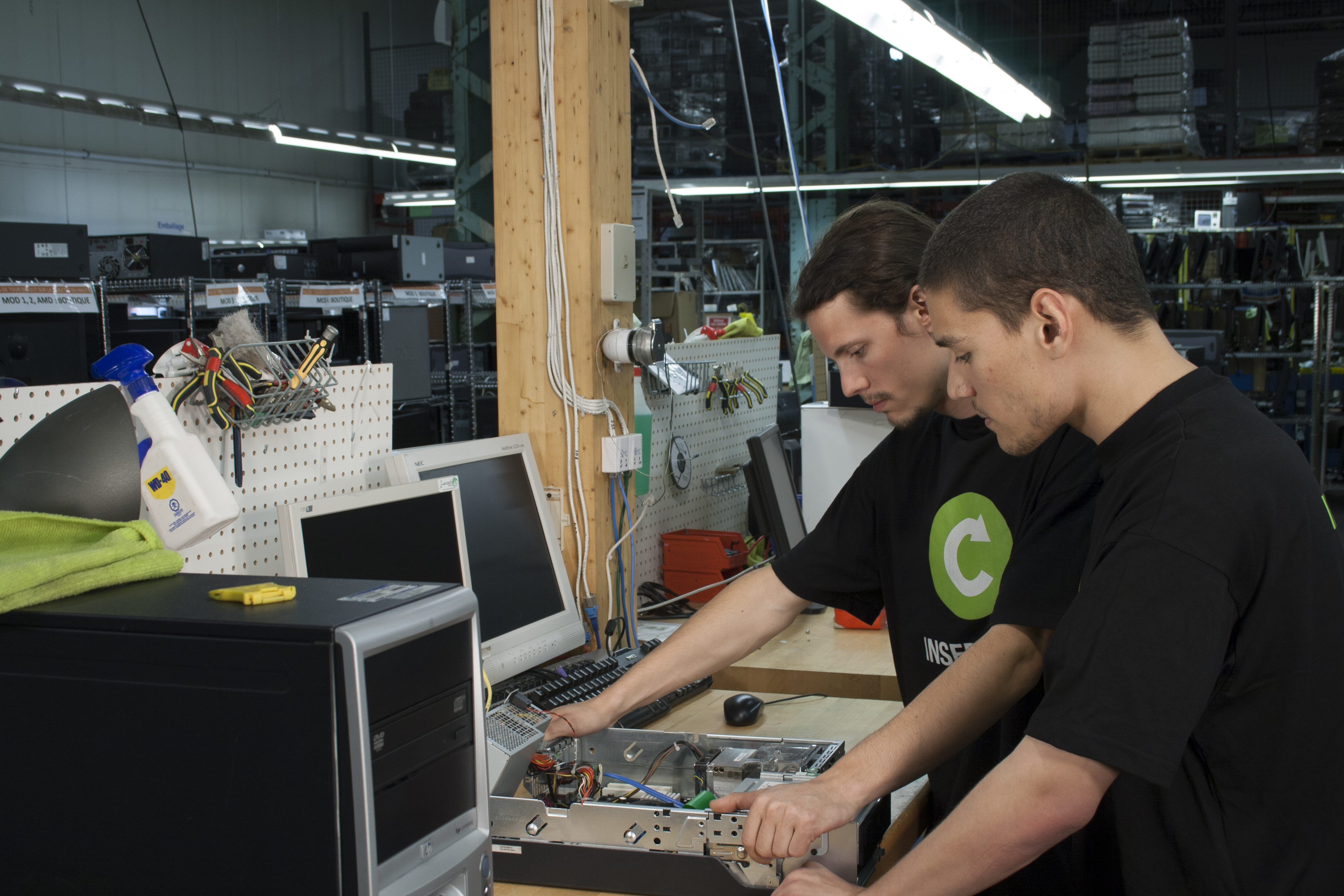

Pour son 15e anniversaire, Insertech lance sa boutique en ligne afin de permettre à toute la province de se procurer des ordinateurs remis à neuf, ainsi que d'un forum de discussion, en partenariat avec le chroniqueur informatique François Charron, pour obtenir du support technique.

## Prix et distinctions
- 2014 : Prix PDG Vert 2014, catégorie petite entreprise[9].
- 2014 : Prix Novae, entreprise citoyenne 2014[10].
- 2012 : Lauréat du concours Génie de l’économie sociale[11].
- 2012 : Prix du Concours québécois en écoconception Novae[12].
- 2011 : Prix de l’économie sociale de Montréal – Catégorie rayonnement international[4].
- 2009 : Prix Phénix de l’environnement en gestion de matières résiduelles[13].
- 2009 : Attestation ICI on recycle, niveau 3 Performance[14].
- 2008 : Prix Inspiration décerné par la CDEC Rosemont–La Petite-Patrie[15].
- 2006 : Prix ESTim en économie sociale de la Chambre de commerce et d’industrie de l’Est de l’Île de Montréal[16].